# Casa do Raio

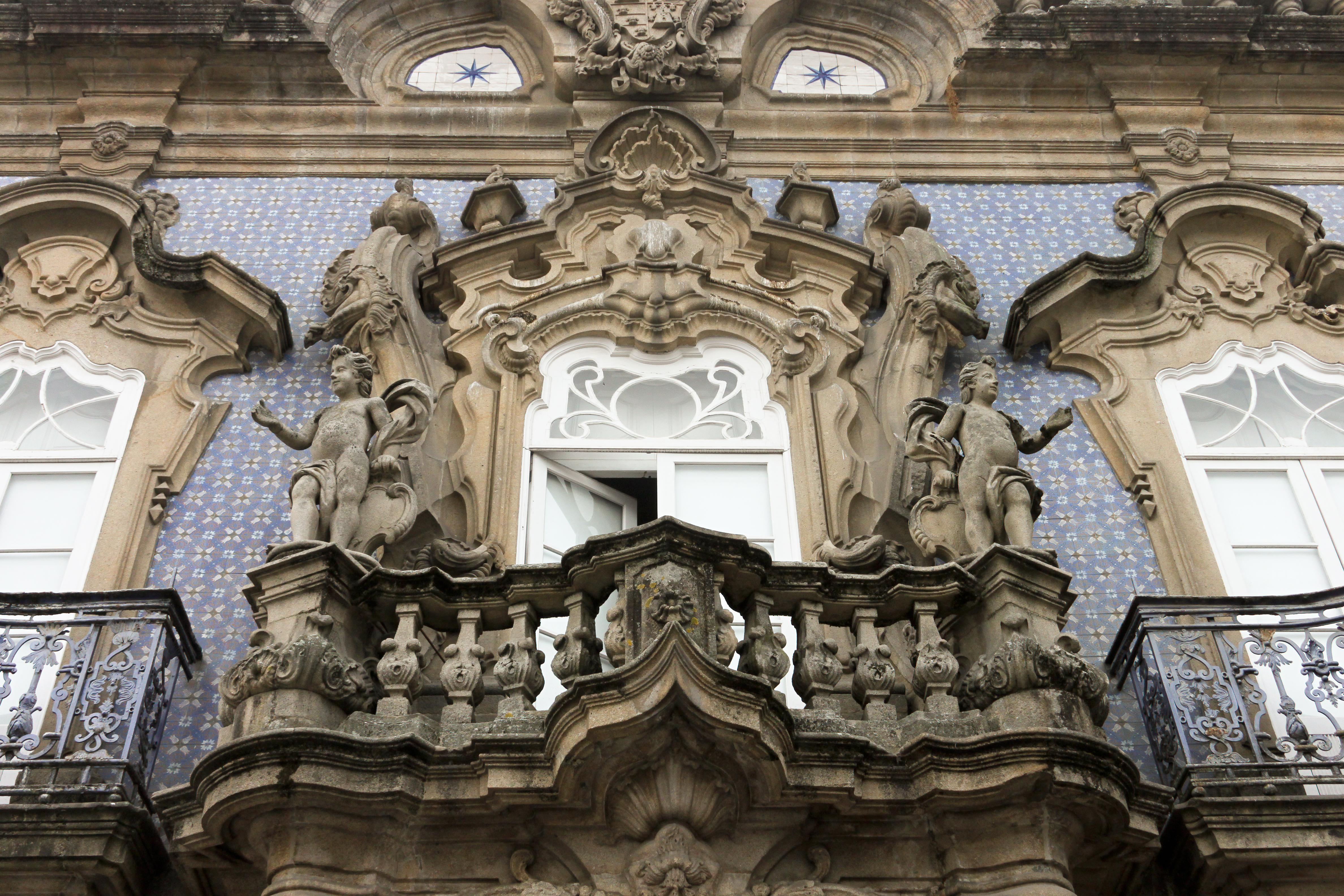
Detalle del balcón de la fachada.

La Casa do Raio, o Casa do Mexicano, en Braga, Portugal, es una de las más importantes muestras de arquitectura civil palaciega de esta ciudad. A mediados del siglo XVIII, João Duarte de Faria, poderoso mercader, encargó su edificación al arquitecto André Soares. Ejemplifica tanto rasgos típicos del denominado Barroco joanino, como la influyente corriente europea, y, en concreto, francesa, del rococó.
Ya en 1853, la casa fue vendida por los descendientes de Duarte a Miguel José Raio, millonario enriquecido en Brasil. Este hizo ampliaciones y abrió la calle frente al palacio para una mejor visión.
En la actualidad, pertenece a la Santa Casa da Misericórdia de Braga.